# 异齿蟳
异齿蟳（学名：Charybdis anisodon）为梭子蟹科蟳属的动物。分布于新喀里多尼亚、菲律宾、印度尼西亚、马来群岛、泰国、红海、台湾岛，包括南海、福建等海域，多生活于海水。